# Pap Gyula (újságíró)
Pap Gyula, Papp, Steindl (Ungvár, 1850 körül – Budapest, 1895. július 31.) hírlapíró és okleveles tanár.

## Életútja
Az 1870-es években jó tollú újságíró volt és mint polgári iskolai tanár is jó hírben állott. Később azonban teljesen elzüllött és mindenféle csalásokra adta fejét. A rendőrségnek is gyakran meggyűlt vele a baja és vagy négyszer ítélték el zsarolás, csalás és sikkasztás miatt. 1880-ban, 1881-ben, és 1886-ban is letartóztatták és vizsgálati fogságba került. A sok börtönbüntetés az egykor elegáns fiatalembert teljesen elsatnyította. Fokról-fokra süllyedt, míg végül mindenféle kétes vállalatokba keveredett és zsarolással, valamint leplezett koldulásokkal tengette életét. 1895. július 31-én a Károly-körúton mint elzüllött külsejű ember összeesett, meghalt és az orvostani intézetbe szállították.
Szerkesztette a Független Polgár c. politikai napilapot 1875. november 25-től 1876. június 16-ig, amikor megszűnt és a Paprika c. képes élclapot 1878. június 16-tól szeptember 29-ig, mikor ez is megszűnt; a Dunaparti Tárogatót 1882-ben és a Nemzeti Lobogót 1883-ban Budapesten.
Német, francia, angol, olasz és orosz nyelven beszélt.

## Műve
- Gida a félsz és gáncs nélküli lovag komoly kalandjai és nevetséges felsülése. Vagyis: Az új közlekedési miniszteriumnak időelőtti létrejövetele és korai elenyészte. Az örökkévalóságnak megőrizte: Nevető krónikás. Kiadta ... Pest, év n. II. kiadás. (1880 körül).